# Gazzada Schianno
Gazzada Schianno (lombardul: Gaggiava S'ciann) település Olaszországban, Varese megyében. Lakosainak száma 4570 fő (2023. január 1.). Gazzada Schianno Brunello, Lozza, Varese, Buguggiate, Morazzone és Castronno községekkel határos.

## Népesség
A település népességének változása:
| Lakosok száma | 4647 | 4632 | 4570 |
|               | 2017 | 2018 | 2023 |